# Fortún ibn Qasi
Fortún Casio o Fortún ibn Qasi (en árabe, فرتون بن قازي; n. c. 710) fue un valí de Zaragoza de origen hispanorromano y/o visigodo y ancestro de la dinastía de los Banu Qasi, señores del valle del Ebro durante los siglos VIII, IX y principios del X.

## Antecedentes familiares
Fortún ibn Qasi era el primogénito del conde Casio, un noble terrateniente hispanorromano de los últimos años del reino visigodo de Toledo. Su nombre de nacimiento era Fortunius Cassius, pero se lo cambió cuando junto con su padre se convirtió al islam en 714; desde entonces su nombre en árabe fue «فرتون بن قازي بن فرتون» (Furtūn ibn Qāsī ibn Furtūn).
Según Ibn Hazm, historiador árabe del siglo XI, los hermanos de Fortún fueron Abu-Thawr, Abu-Salama, Yunus y Yahya. El hecho de que todos los hermanos llevaran un nombre musulmán, menos el primogénito Fortunius, hace que muchos historiadores, como por ejemplo Alberto Cañada, opinen que Fortún nació antes de la conversión del conde Casio al Islam, mientras que otros afirman que nació después de 714.

## Consolidación de los Banu Qasi; nupcias de Fortún
Su padre viajó con el conquistador árabe de la península ibérica, Musa ibn Nusair, hasta Damasco para rendir homenaje al califa omeya Al-Walid I. De vuelta, pactó el compromiso de su hijo Fortún con Asima bint Abd al-Aziz, nacida entre 713 y 717, y posible hija del valí Abd al-Aziz ibn Musa y de Egilona.
Fortún fue padre de dos hijos:
- Musa ibn Fortún,[f] gobernador de Arnedo, Zaragoza y Tarazona.
- Zahir ibn Fortún.

Parece que a la muerte de su padre, el conde Casio, Fortún heredó las posesiones de las tierras entre Zaragoza, Nájera, Tudela, Tarazona y fue nombrado valí de Zaragoza en nombre del califa omeya de Damasco.